# Taškentská deklarace
Taškentská deklarace představuje mírové ujednání mezi Indií a Pákistánem z 10. ledna 1966, které uzavřelo předešlou indicko-pákistánskou válku odehrávající se v roce 1965. Příměří bylo dosaženo 23. září téhož roku po nátlaku velmocí, respektive OSN.

## Mírová schůzka
Sovětské diplomacii se podařilo  v roli mediátora uspořádat mezi 4. až 10. lednem 1966 mírovou schůzku nepřátel v hlavním městě Uzbecké SSR Taškentu. Indickou delegaci vedl Lál Bahádur Šastrí, pákistánskou pak Muhammad Ajjúb Chán. 

### Taškentská deklarace
Deklarace byla členěna do devíti bodů:
1. Spory mezi Indií a Pákistánem se nadále budou řešit jen mírovými prostředky
2. Vojska se do 25. února 1966 stáhnou na pozice, které měly před konfliktem
3. Styky mezi Indií a Pákistánem budou založeny na vztahu nevměšování se do záležitostí druhé země
4. Je zakázána jakákoliv nepřátelská propaganda v obou zemích
5. Budou obnoveny diplomatické, hospodářské a kulturní styky zemí
6. Dohoda o rozdělení vod řeky Indu
7. Repatriace zajatců z válek
8. Repatriace vojenské techniky a civilního majetku z válek
9. Nejvyšší představitelé obou zemí budou pokračovat v jednáních a vytvářet dobré prostředí pro řešení dílčích problémů

## Plnění deklarace
Naplnění deklarace se dočkaly pouze první tři požadavky. Čína po krátké době přenechala Pákistánu za postoupené území Aksai Čin větší množství vojenské techniky. Pákistánský ministr zahraničí Zulfikár Alí Bhutto chtěl pokračovat ve spolupráci s Čínou, ale také se snažil o pokračování konfliktu. S Taškentskou dohodou nesouhlasil. 1. března proběhlo jednání s jeho indickým protějškem, nevedlo však k žádnému výsledku. Na společné indicko-pákistánské hranici dále probíhaly nesčetné malé bojůvky mezi oběma zeměmi. Spojené státy americké se v reakci na dodávky zbraní do Pákistánu, rozhodly vojenským materiálem podpořit Indii.